# Takasago
Takasago (japanisch 高砂市, -shi) ist eine japanische Stadt auf der Hauptinsel Honshū in der Präfektur Hyōgo an der japanischen Seto-Inlandsee.

## Geographie
Die Stadt liegt etwa 40 Kilometer von Kōbe entfernt und grenzt im Norden und Osten an die Stadt Kakogawa und im Westen an die Stadt Himeji.

## Geschichte
Takasago entstand aus einer Siedlung, die im Mündungsdelta des Flusses Kakogawa gegründet wurde. Sie erhielt ihren Namen als Hinweis auf den in der Flussmündung angespülten Sand, denn taka bedeutet hoch und sago bedeutet Sand.
Vor der Edo-Zeit war Takasago eine ziemlich kleine Siedlung, aber um 1600 wurde Ikeda Terumasa der Herrscher bzw. Daimyō auf Burg Himeji. Von da an blühte Takasago als Hafenort auf. Ikeda Terumasa befahl den Bau eines Kanals zum Kakogawa-Fluss. Besondere Boote, Takasebune (高瀬船) genannt, transportierten den Reis vom Oberlauf des Flusses zum Hafen. Mit der Verbesserung der Straßen schwand jedoch Takasagos Bedeutung als Hafen.
Der Ort erhielt sein Stadtrecht am 1. Juli 1954.

## Wirtschaft
Takasago ist heute eine Industriestadt und besitzt Papierfabriken, Betriebe in der Lebensmittelverarbeitung, Metallverarbeitung, Keramikfabriken und chemische Betriebe.

## Verkehr
- Straße
  - Nationalstraße 2,250
- Zug
  - JR Sanyō-Hauptlinie

## Söhne und Töchter der Stadt
- Yamagata Bantō (1748–1821), Denker
- Ryūji Hirota (* 1993), Fußballspieler
- Ryōta Kajikawa (* 1989), Fußballspieler
- Yuri Kanō (* 1978), Langstreckenläuferin
- Satoru Kitamura (* 1986), Langstreckenläufer
- Paulo Jun’ichi Tanaka (* 1993), Fußballspieler
- Minobe Tatsukichi (1873–1948), Verfassungsrechtler
- Kisaburō Tokai (* 1948), Politiker
- Tenjiku Tokubei (1612–um 1692), Abenteurer und Schriftsteller
- Myōgiryū Yasunari (* 1986), Sumoringer

## Städtepartnerschaften
- Latrobe City, Australien (seit 12. Oktober 2000)

## Angrenzende Städte und Gemeinden
- Kakogawa
- Himeji